# 美柔汀
美柔汀（mezzotint）是銅版畫表現技法之一，中文翻譯「美柔汀」版畫，屬於版畫技法的凹版畫，多數採用銅版為版材，主要工具有搖點刀、刮刀、磨刀等專業版畫器材。